# Aegomorphus bivittus
Aegomorphus bivittus es una especie de escarabajo longicornio del género Aegomorphus,  subfamilia Lamiinae. Fue descrita científicamente por White en 1855.
Se distribuye por América del Sur y Central, en Bolivia, Brasil, Costa Rica, Guatemala, Guayana Francesa, Honduras, Nicaragua y Panamá. Mide 18,7-21 milímetros de longitud.